# Можейково (усадьба)
Можейковская усадьба — частично сохранившийся памятник усадебно-парковой архитектуры XIX века, расположенный в агрогородке Можейково Лидского района Гродненской области Беларуси. Дворец выстроен в 1880 году в стиле позднего классицизма. До наших дней сохранились несколько других построек бывшей усадьбы разной степени сохранности и остатки парка. Усадьба включена в Государственный список историко-культурных ценностей Республики Беларусь.

## История

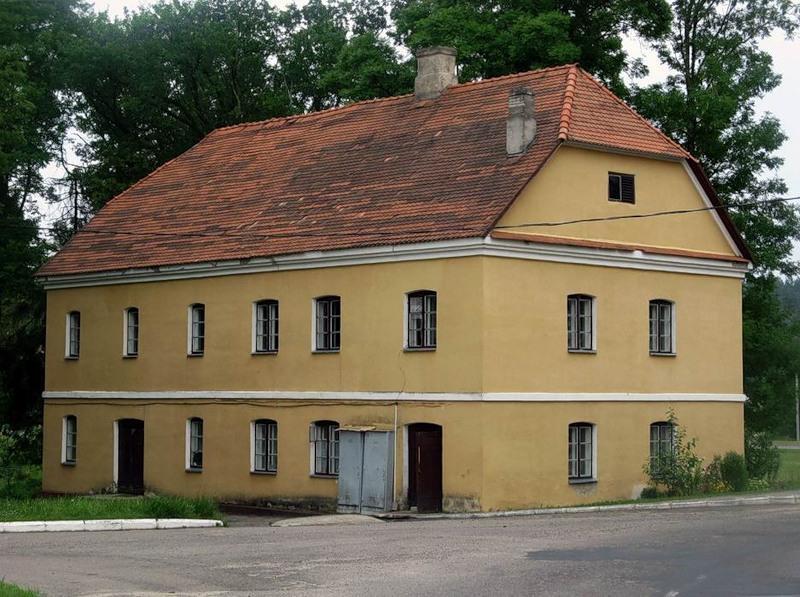
Жилой дом в усадьбе

На стыке XVIII и XIX веков имение Можейково, известное с начала XVI века, было куплено родом Костровицких, которые возвели в поместье усадьбу. Дочь Ромуальда Костровицкого Казимира вышла замуж за Александра Брохоцкого и получила имение в приданое. По одной из версий её матерью была Эмилия Рёмер из дворянского рода Рёмеров (Ромеров), по другой версии Ромером был первый муж Казимиры. В первую очередь эти попытки «найти Ромеров» среди хозяинов усадьбы связаны с тем, что за усадьбой Можейкова закрепилось имя «усадьба Ромеров», притом что настоящими владельцами имения в XIX веке, когда и были выстроены современные здания усадьбы, были Костровицкие и Брохоцкие. Последним хозяином усадьбы был рождённый здесь в 1895 году Андрей Брохоцкий — внук Александра.

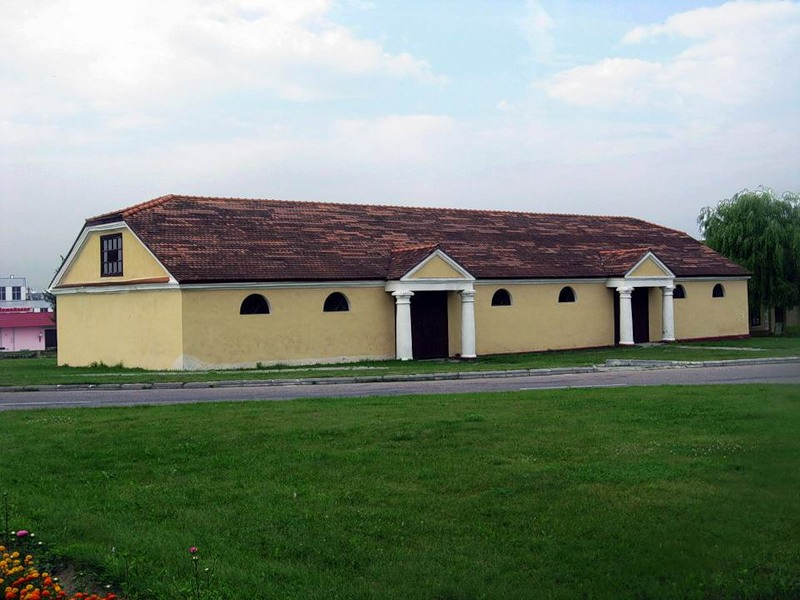
Конюшня

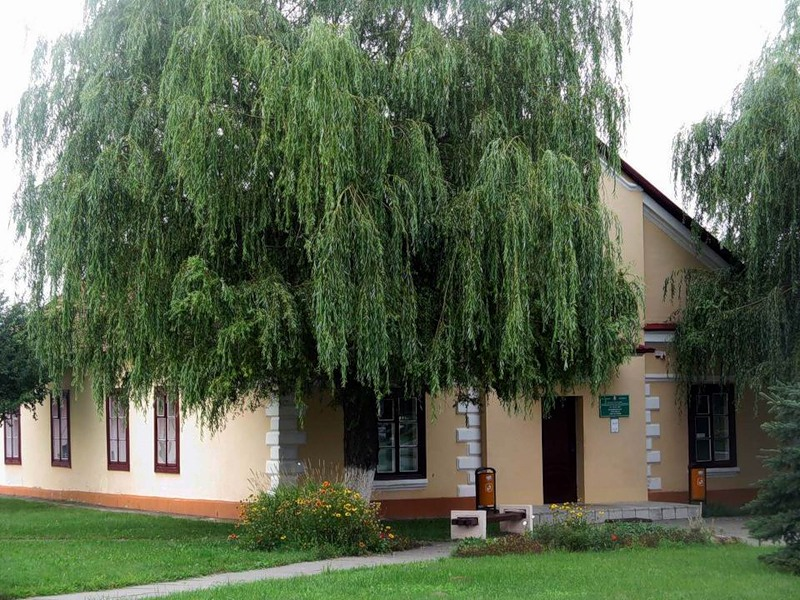
Маслобойня

## Настоящее время
После войны в усадебном доме размещались дирекция совхоза и клуб. В 1980-е годы были проведены работы по восстановлению усадьбы, однако в ходе работ сильно пострадал усадебный парк, было вырублено большое количество деревьев. В настоящее время в усадьбе размещается местная администрация.

## Состав усадьбы
- Усадебный дом
- Жилой дом
- Конюшня
- Маслобойня[3]

## Архитектура
Усадебный дом представляет собой прямоугольное в плане одноэтажное здание размерами 56 на 22 метра, накрыто высокой вальмовой крышей. Центральная часть выделена четырёхколонным портиком. Архитектурное решение здания типично для второй половины XIX века для территории Западного края.